# ラフカット ダイアモンド
「ラフカット ダイアモンド」は、MAXの31枚目のシングルである。2009年7月22日にSONIC GROOVEから発売された。

## 解説
- 約3年ぶりのシングル。
- CD+DVD、CDのみの2形態で発売。
- ノスタルジックな、MAXならではのダンスナンバー。
- Mina復帰後の、オリジナルメンバーとしては約7年半ぶりのシングルリリース。
- 詞にこだわり、何度も詞を変更。確定するまでに数回レコーディングをやり直した。
- PV撮影日当日に2番Aメロの振りが急遽変更になった。
- テレビ東京系列の昼ドラ「かりゆし先生ちばる!」ではイントロに三線の音が入ったアレンジでオンエアされた。
- 前シングル「SPLASH GOLD -夏の奇蹟-/Prism of Eyes」と比べ、わかりやすく順位・売上が倍増。復帰したMina含め、オリジナルメンバーの支持の高さが窺い知れた。

## 収録曲

### CD
1. ラフカット ダイアモンド [5:01]
作詞：tetsuhiko / 作曲：tetsuhiko、十川知司 / 編曲：tetsuhiko、Sungho Lee
2. The Power Of Love [4:14]
作詞：ZOOCO / 作曲：K-Muto (SOYSOUL)、ZOOCO / 編曲：K-Muto
3. ラフカット ダイアモンド (Instrumental)
4. The Power Of Love (Instrumental)

### CD+DVD
上記のCDに、以下の内容のDVDが加わる
1. ラフカット ダイアモンド (MUSIC CLIP)
2. ラフカット ダイアモンド (MUSIC CLIP MAKING)

## タイアップ
- テレビ東京系列昼ドラ「かりゆし先生ちばる!」主題歌

## リリースイベント
- MAX：「ラフカット ダイアモンド」発売記念リリースイベント
  - 開催日時/開催会場
    - 2009年7月24日(金)
18:00〜/ららぽーとTOKYO-BAY 北館1F中央広場
    - 2009年7月26日(日)
14:00〜/あべのHoop 1F オープンエアプラザ
    - 2009年7月26日(日)
18:30〜/マイカル茨木 (現：イオンモール茨木) 1階中央吹抜けジョイプラザ

  - 内容：ミニライヴ・握手会
  - セットリスト：「ラフカット ダイアモンド」〜「The Power Of Love」